# Hanazono Tennō
Hanazono Tennō (花園天皇?) (14 de agosto de 1297 – 2 de diciembre de 1348) fue el 95.º emperador de Japón, según el orden tradicional de sucesión. Reinó entre 1308 y 1318. Antes de ser ascendido al Trono de Crisantemo, su nombre personal (imina) era Príncipe Imperial Tomihito (富仁親王 Tomihito-shinnō?)

## Genealogía
Fue el cuarto hijo de Fushimi Tennō. Perteneció a la rama Jimyōin-tō de la Familia Imperial.

## Biografía
El Príncipe Imperial Tomihito asumió el trono imperial a los diez años de edad,  con el nombre de Emperador Hanazono, tras la repentina muerte de su primo tercero, el Emperador Go-Nijō, de la rama Daikakuji-tō en 1308.
El padre y el hermano del Emperador Hanazono, el Emperador Fushimi y el Emperador Go-Fushimi fungieron como Emperadores Enclaustrados durante su reinado.
En este período, se realizan negociaciones entre el Shogunato Kamakura y las dos ramas imperiales; se establece el Acuerdo Bunpō, donde las dos ramas se alternarían el poder cada diez años. No obstante, el acuerdo fue roto por el sucesor del Emperador Hanazono, el Emperador Go-Daigo.
En 1318 abdica a los veinte años de edad, a favor de su primo tercero, el Emperador Go-Daigo de la rama Daikakuji-tō y hermano del Emperador Go-Nijō. Tras su abdicación, educa a su sobrino, el futuro Pretendiente del Norte, Emperador Kōgon.
En 1335 se convierte en un monje budista zen.
Fallece en 1348, a la edad de 51 años.
El Emperador Hanazono desarrolló el tanka, y fue miembro importante de la Escuela Kyōgoku. Escribió un diario llamado Hanazono-in-Minki o Crónicas Imperiales del Templo del Flor de Jardín (花園院宸記).

## Kugyō
- Sesshō:
- Daijō Daijin
- Sadaijin:
- Udaijin:
- Nadaijin:
- Dainagon:

## Eras
- Tokuji (1306 – 1308)
- Enkyō (1308 – 1311)
- Ōchō (1311 – 1312)
- Shōwa (primera) (1312 – 1317)
- Bunpō (1317 – 1319)